# Кратіпп Пергамський
Кратіпп (грец. Κρατίππος, Пергам або Лесбос) — перипатетик I століття до н. е., що жив у Афінах, де з ним познайомився Цицерон. Твори Кратіпа не збереглися.
У Кратіпа навчався син Цицерона Марк Тулій Цицерон Молодший.